# Rampura (Mahi Kantha)
Rampura fou un estat tributari protegit de l'agència de Mahi Kantha a la presidència de Bombai. Estava format per un sol poble, amb 353 habitants el 1901. Els seus ingressos s'estimaven en 1.901 rupies el 1900, pagant un tribut de 49 rúpies al Gaikwar de Baroda i de 50 al sobirà de Patan (Gujarat).